# 陳豐頊
陳豐頊（16世紀—17世紀），字孫澹，號惺齋，福建泉州府晉江縣人，明朝、南明政治人物。

## 生平
陳豐頊是萬曆二十八年舉人陳景奎之子，於天啟七年（1627年）中福建鄉試五十四名舉人，崇禎七年（1634年）成進士，都察院觀政，六月獲授江陵知縣，九年丁憂歸。十二年（1639年）補任曲江知縣，十四年丁憂，再補任丹徒，陞為禮部祠祭司主事；弘光年間調官儀制司員外郎，其後投降清朝，後事不詳。

## 家族
曾祖陳寅；祖陳鳴周，廩生、贈饒平知縣；父陳景奎，庚子舉人、亳州知州。

## 引用
1. 1 2  錢海岳《南明史·卷八十一·列傳第五十七》：（弘光）時禮部司官：……陸【陳】豐頊，晉江人。崇禎七年進士。歷丹徒、曲江知縣，祠祭主事，儀制員外郎，降清。
2. ↑  《崇祯七年甲戌科进士履历便览》：陈豐顼，曾祖寅；祖鸣周，廪生、赠饒平知县；父景奎，庚子举人、亳州知州。惺斋，春秋房，戊申年八月二十九日生，晋江人，丁卯五十四名，会二百四十七名，三甲六十八名，都察院政，六月授湖广江陵知县，丙子丁忧，己卯补曲江知县，辛巳丁憂。
3. ↑  乾隆《晉江縣志·卷八·選舉志》：萬歷二十八年 庚子 科解元周起元榜……陳景奎 鳴熙侄，毫州知州……天啟七年 丁卯 科解元戴震雷榜……陳豐頊 景奎子，府學，甲戌進士……崇禎七年 甲戌 劉理順榜……陳豐頊 丹徒知縣
4. ↑  光緒《江陵縣志·卷十七 文職》：江陵縣知縣……陳豐頊 晉江人，進士
5. ↑  光緒《曲江縣志·卷一·表二 職官》：知縣……陳豐頊 晉江人，進士，十二年任
6. ↑  嘉慶《丹徒縣志·卷十三·職官》：明時稱知縣……陳豐頊 晉江人，甲戌進士，由曲江補丹徒，陞禮部主事。